# Le furie
Le furie (The Furies) è un film del 1950 diretto da Anthony Mann.

## Trama
1870, New Mexico. Il grande proprietario terriero Tom Jeffords (Walter Huston) deve la propria ricchezza ai vasti appezzamenti agricoli, ottenuti principalmente attraverso l'appropriazione dei terreni dei contadini messicani nella regione, spietatamente estromessi dalle loro terre. Sua figlia Vance (Barbara Stanwyck) è molto simile a lui per temperamento e ambizione. È una ragazza prepotente e ipocrita ed ha un fratello, Clay il quale non ha un buon rapporto con il padre che accusa di aver trattato sua madre come fosse un oggetto di sua proprietà e per non aver provato per lei alcuna compassione, neppure sul letto di morte. Anche per tale motivo, Vance è la preferita del padre che lei adora. Accadono, poi, due eventi importanti: Vance s'innamora del banchiere Rip Darrow (Wendell Corey) ma rimane profondamente delusa dall'uomo quando scopre che questi ha accettato del denaro dal padre per rinunciare a lei e, inoltre, Tom è costretto a farsi prestare 100.000 dollari da una banca di San Francisco perché, sebbene l'uomo possegga molto bestiame e immensi terreni, al momento non ha liquidità sufficiente per far fronte a certi debiti. Dopo qualche tempo, Tom porta con sé dalla città Flo (Judith Anderson), un'avventuriera priva di scrupoli, e che Vance prende ad odiare, perché gelosa. La ragazza, dopo una drammatica discussione con il padre, decide di lasciare il ranch. Subito dopo inizia ad acquistare, di nascosto, tutte le cambiali firmate dal padre a garanzia del debito contratto, in questo anche aiutata da Rip, e ne esige, quindi, l'impossibile pagamento, causando la bancarotta delle imprese dell'uomo ed appropriandosi, così, del ranch e del bestiame, riducendo il padre in miseria ma per il vecchio Tom il peggio deve ancora venire. Infatti, poco dopo che la figlia ha rilevato il ranch, Tom viene ucciso a colpi d'arma da fuoco davanti alla banca dalla madre di un contadino che lui aveva sfrattato.